# León Teremin

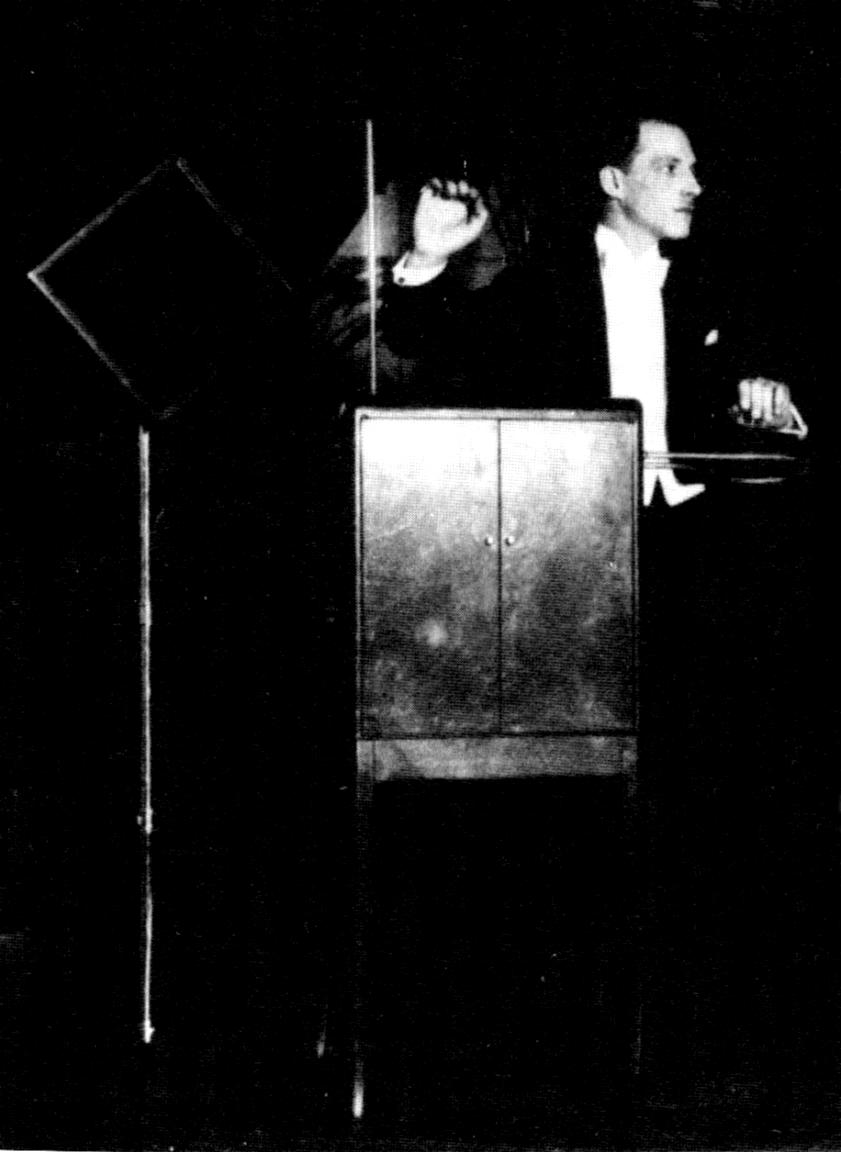
Léon Theremin en 1924.

León Teremin o León Theremin (en ruso, Лев Сергеевич Термен, Lev Serguéievich Termén; San Petersburgo, 27 de agosto de 1896 – Moscú, 3 de noviembre de 1993) fue un músico, científico e inventor soviético. 
Léon Theremin inventó el teremín  (también llamado el tereminvox), uno de los primeros instrumentos musicales electrónicos de la historia y desarrolló diferentes dispositivos electrónicos de escucha entre los que destaca el endovibrador.

## Biografía
Léon Theremin nació en San Petersburgo, entonces Imperio ruso el 27 de agosto de 1896 en el seno de una noble familia ortodoxa de hugonotes (franceses calvinistas) llegada a Rusia en el siglo XVI. Su padre fue Serguéi Emílevich Termén, un conocido abogado de la época y su madre Yevguenia Antónovna. Léon fue el primogénito de la familia.
Desde joven se interesó por la música, siendo niño estudió violonchelo, y de la ciencia, estudiando electricidad. Mostró un interés muy temprano en estas especialidades. Montó un laboratorio físico y un observatorio en su casa, en cuarto curso de secundaria llegó a demostrar una "resonancia tipo Tesla". Acabó sus estudios de secundaria con una medalla de plata en 1914.
Estudió en el conservatorio de música de San Petersburgo donde se graduó en 1916 en violonchelo, luego lo haría en la Facultad de Matemáticas y Física de la Universidad de San Petersburgo en 1917, en plena Revolución Rusa. Durante sus estudios universitarios recibió clases de física de forma particular de Abram Ioffe y desde el segundo año de la universidad, en 1916, fue reclutado en el ejército y enviado a un entrenamiento acelerado en la Escuela de Ingeniería de Nikoláiev y luego en cursos electrotécnicos para oficiales. La revolución lo sorprendió como un oficial subalterno en el batallón eléctrico de reserva, que servía a la estación de radio de Tsárskoye Seló, cerca de Petrogrado, la más poderosa del entonces Imperio Ruso.
Después de la Revolución de octubre, continuó trabajando en la misma estación de radio y luego fue enviado a un laboratorio de radio militar en la ciudad de Moscú. En 1919, entra a trabajar en el laboratorio del Instituto de Física y Tecnología de Moscú  mediante la intermediación del físico Abram Ioffe y desde 1920, estudia en  la Facultad de Física y Mecánica del Instituto Politécnico de Petrogrado, donde se gradúa en  mayo de 1926 en el ya Instituto Politécnico de Leningrado.
En 1920, trabajando en el desarrollo de un sistema de alarma inalámbrico, elabora las bases del primer instrumento musical electrónico que se opera sin la necesidad de tocarlo físicamente, el teremín (también conocido como eterófono o tereminvox), que presentaría dos años después a Vladímir Lenin.
En 1920, lo presentó a sus colegas de la Facultad de Mecánica y luego en diversos lugares de la URSS, llegando incluso a entrevistarse con Lenin. En junio de 1921, presentó la solicitud de patente que se le concedió tres años después. La repercusión que tuvo en Rusia fue importante. El gobierno le requirió para seguir investigando en el campo del electromagnetismo y de la electricidad como energía renovable, en una época en la que se quería modernizar y electrificar al amplio territorio soviético. Tuvo encuentros con otros personajes como Einstein, el cineasta Eisenstein o el ingeniero Robert Moog.

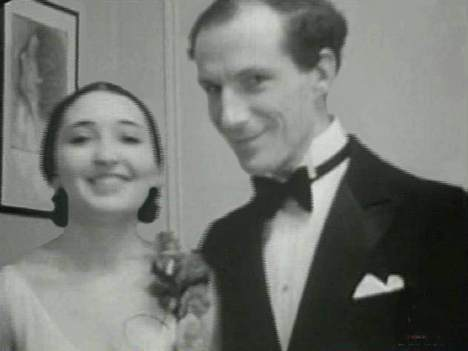
Clara Rockmore y Léon Theremin en 1929.

Poco después presentó su invento en diversos conciertos y eventos por Europa e incluso Estados Unidos, con la filarmónica de Nueva York en 1928, momento que aprovechó para afrancesar su nombre a León Thérémin, que daría finalmente nombre al instrumento. Conoció a Clara Rockmore, para quien construyó un teremín en 1934. Esta joven intérprete de origen lituano se convirtió en la máxima representación de la técnica e interpretación del curioso instrumento. 
Perfeccionó posteriormente el invento e incluso creó diversas variantes explorando múltiples posibilidades del electromagnetismo e incluso de la luminiscencia. Patentó su invento en 1929 y posteriormente concedió los derechos de producción comercial a la RCA.
Léon Theremin montó un laboratorio en Nueva York durante la década de 1930, donde desarrolló el teremín y experimentó con otros instrumentos musicales electrónicos y otros inventos, incluyendo el Rhythmicon, encargado por el compositor estadounidense e ideólogo Henry Cowell. En 1930, diez tereministas actuaron en el escenario del Carnegie Hall y, dos años más tarde, Léon dirigió la primera y única orquesta electrónica, con el teremín y otros instrumentos electrónicos, incluyendo un teremín "Fingerboard" parecido a un chelo al uso.
En 1938, retornó a la Unión Soviética y poco después de su regreso, fue encarcelado en la prisión de Butyrka acusado de traición y luego enviado a trabajar en las minas de oro de Kolymá. Aunque los rumores de su ejecución se difundieron y publicaron ampliamente, Theremin fue puesto a trabajar en una sharashka (un laboratorio secreto en el sistema de campamentos del Gulag), junto con Andréi Túpolev, Serguéi Koroliov y otros científicos e ingenieros conocidos. Durante su estancia en la sharashka, se dedicó a la investigación radioelectrónica desarrollando dispositivos de escucha para la inteligencia y creó el endovibrador (dispositivo de escucha que no requería de ninguna fuente de energía y podía transmitir las ondas sonoras a la manera de un espejo que refleja la luz) y el sistema "Burán" ("ventisca" en ruso) capaz de grabar a distancia los sonidos dentro de un edificio.
En 1947, fue puesto en libertad y mantuvo la colaboración con los servicios de seguridad durante 19 años más hasta 1966. En ese periodo trabajó en el mejoramiento de grabaciones de escucha secreta de Iósif Stalin. Tras abandonar los servicios de seguridad comenzó a trabajar en la Facultad de Física de la Universidad Estatal de Moscú donde perfeccionó el teremín y lo promocionó. A finales de los años 1980, restableció contactos con diferentes músicos de los países occidentales y dio una serie de conciertos en varias ciudades del mundo.
Léon Theremin nunca dejó de ser un comunista convencido. Según Àlex Llovet (miembro del grupo musical The Pinker Tones e instrumentista del teremin), “Cuando llegó a Rusia creía que lo recibirían como a un héroe y tendió a pensar que lo de mandarlo al Gulag fue un malentendido. Luego, no paró hasta conseguir el carnet del partido, poco antes de la caída de la URSS”, y cumpliendo así la promesa que había realizado a Lenin casi 70 años antes. Recibió amenazas por sus ideas políticas y en enero de 1993, poco antes de morir, mientras se encontraba  de gira en Países Bajos, unos vándalos entraron en su casa destruyendo la mayoría de sus instrumentos y escritos.
Murió en 1993 en Moscú. El periodista ruso Yuri Línnik compuso un palíndromo en su honor: Termén ne mret, que significa Termén no muere.

### Su familia
Léon Theremin se casó en tres ocasiones. Su primer matrimonio fue con Ekaterina Konstantínova con la que no tuvo descendencia. Su segunda mujer fue Lavinia Williams con quien tampoco tuvo hijos. En terceras nupcias se casó con María Gúschina con quien tuvo dos hijas Natalia Theremin y Elena Theremin. Tuvo dos nietas y un bisnieto, Masha Theremin y Olga Theremin y Peter Theremin.

## Sus inventos

### Teremín
De la multitud de trabajos realizados por Léon Theremin fue el instrumento que lleva su nombre el que le dio más relevancia y lo hizo conocido en el mundo entero.  El teremin es uno de los primeros instrumentos electrónicos que se han desarrollado. Su característica principal es que se toca sin que haya contacto físico entre el músico y el instrumento.
El teremin  está formado por dos antenas metálicas que detectan la posición relativa de las manos del tereminista y los osciladores para controlar la frecuencia con una mano y la amplitud (volumen) con la otra. Las señales eléctricas del theremin se amplifican y se envían a un altavoz.

### Endovibrador

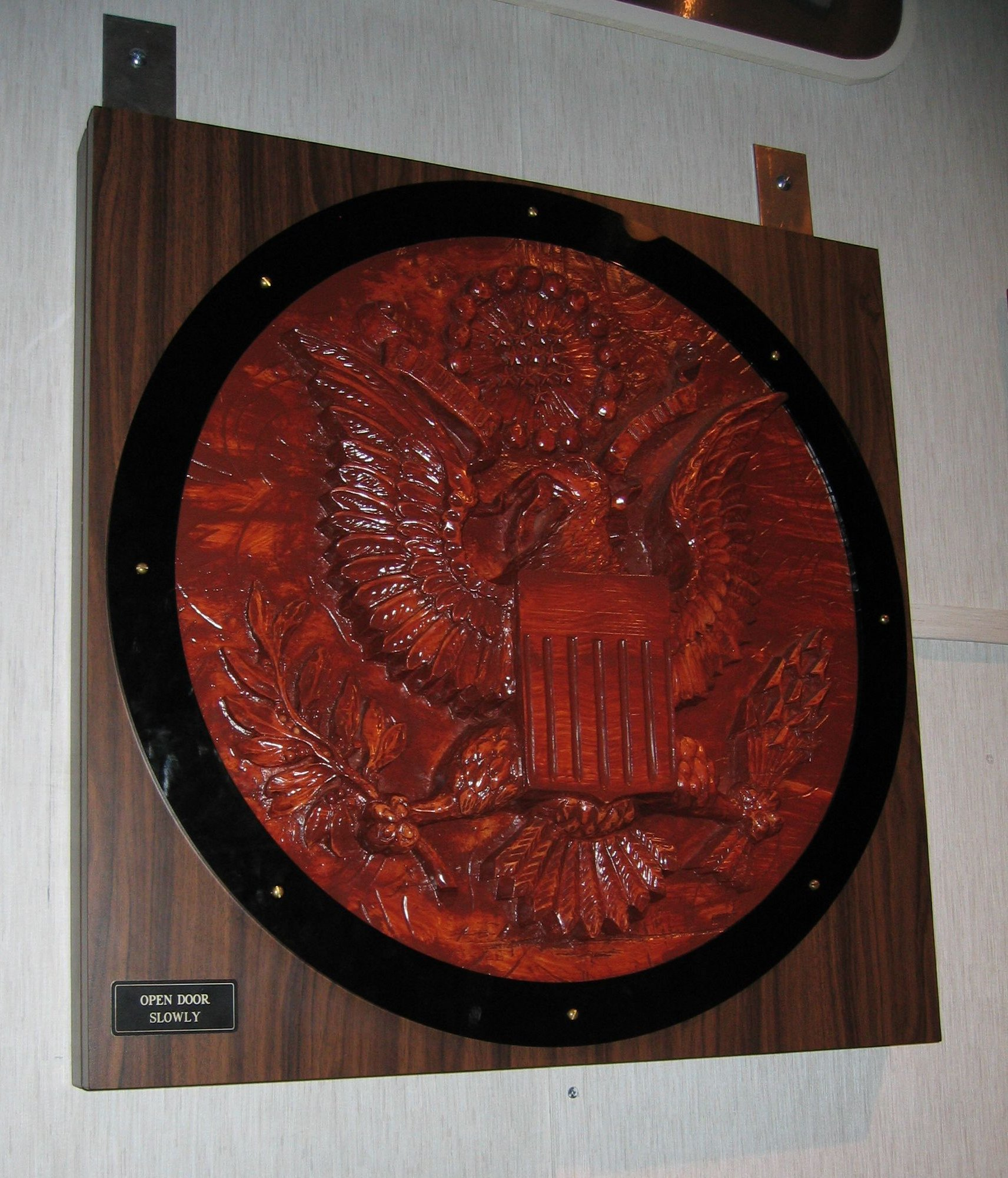
Escudo de EE. UU. donde se ocultaba "La cosa"

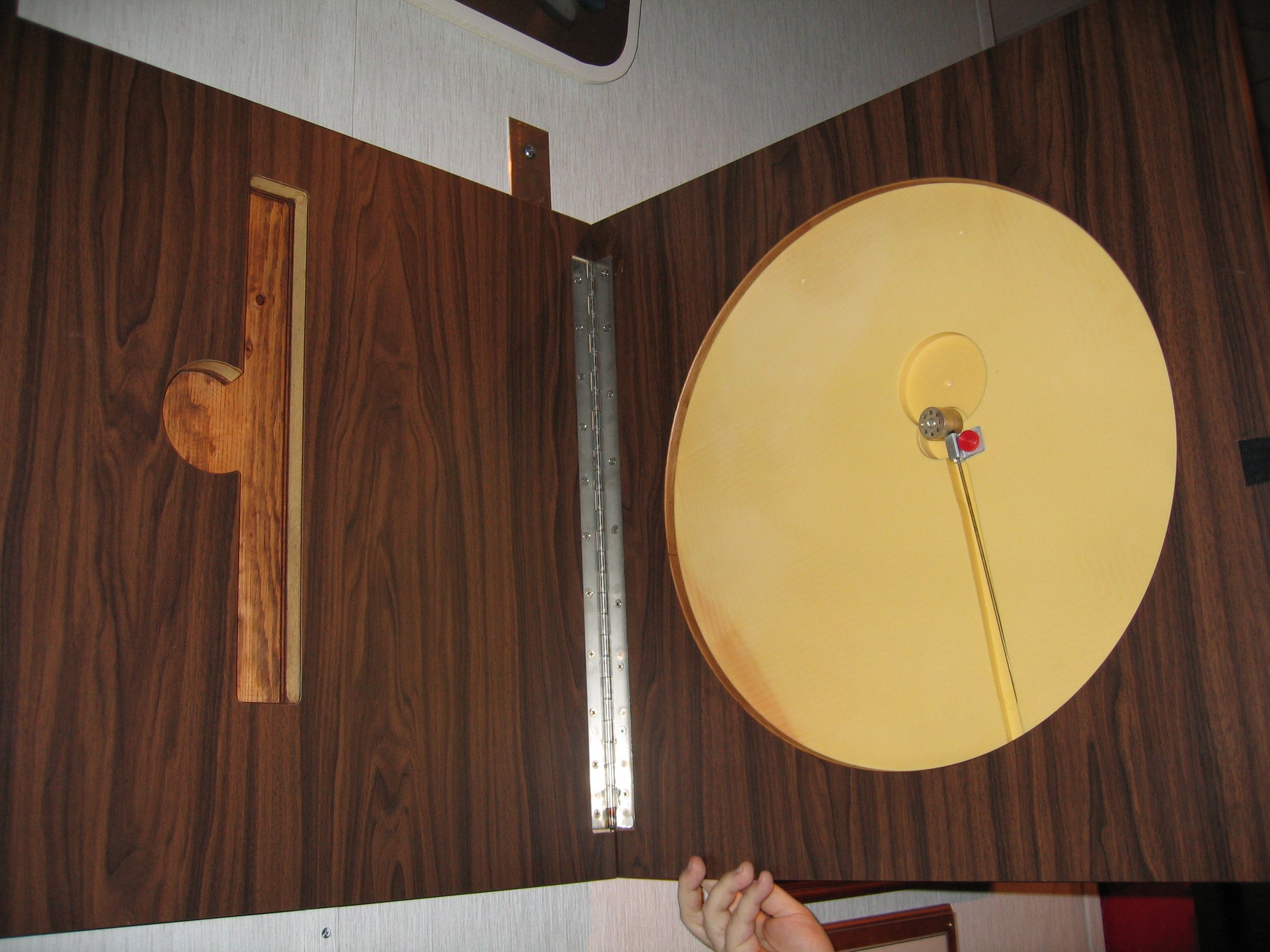
Endovibrador situado en el interior del escudo de EE. UU.

En 1943, desarrolló para la inteligencia soviética el endovibrador, un dispositivo de escucha que no requiere  de alimentación y ni de transmisor. Se utilizó por primera vez para espiar en la embajada de EE. UU. en Moscú desde 1945 hasta que fue descubierto casualmente en 1952. Los analistas y científicos occidentales no lograron entender su funcionamiento hasta que, tras un trabajo de 18 meses, el británico Peter Wright logró recrear el aparato.  Por esa incomprensión lo denominaron "the thing"  ("la cosa") nombre por el que es conocido en Occidente.
La base del endovibrador es un resonador de cavidad cilíndrica sintonizado a radiación externa de cierta frecuencia (habitualmente en el rango de 300 MHz). En este caso, el propio vibrador de cuarto de onda dentro del resonador crea su propio campo de rerradiación. Al realizar conversaciones en una habitación, la frecuencia resonante intrínseca del endovibrador también cambia, afectando, a su vez, el campo de rerradiación, que se modula por las vibraciones acústicas. Un endovibrador puede funcionar solo cuando es irradiado por una fuente poderosa a la frecuencia del resonador, por lo tanto, no puede detectarse mediante la búsqueda de marcadores de radio como un localizador no lineal, indicador de campo, etc. La excepción es el monitoreo de radio.
La aplicación práctica más famosa fue el espionaje de la embajada de EE. UU. en Moscú. El 4 de agosto de 1945, el embajador de EE. UU. en la URSS, Averell Harriman, visitó el campamento Artek de pioneros (organización soviética equivalente a los boy scouts)  y fue obsequiado con una talla de madera exótica en forma del Gran Escudo de EE. UU., que tras pasar los controles de seguridad fue colgado en su despacho. Las escuchas, se realizaban mediante la activación del sistema desde dos pisos francos de la KGB. Durante siete años estuvo funcionando sin ser descubierto hasta que, según la versión oficial, en 1951, un operador de radio de la embajada británica, que estaba cerca de la estadounidense, haciendo un escaneo rutinario del espectro radioeléctrico oyó una conversación en inglés que supusieron venía de la embajada de EE. UU. Las investigaciones realizadas no dieron con el dispositivo que se halló en 1952 al realizar una revisión a fondo de las instalaciones por un cambio de embajador. Habían pasado cuatro embajadores distintos y el despacho había sido reformado en varias ocasiones sin que el endovibrador fuera detectado.
EE. UU. mantuvo el hallazgo en secreto durante 8 años hasta que, en mayo de 1960, en el marco de un debate en el Consejo de Seguridad de la ONU sobre espionaje, la URSS denunciaba un incidente con un avión U-2, el embajador de EE. UU. ante la ONU mostró lo que ellos denominaban "La cosa". Ese endovibrador se encuentra en el Museo Nacional Criptológico de EE. UU., ubicado en Fort George G. Meade en Maryland.

### Burán
El Burán (ventisca en ruso) es un sistema de audición a distancia basado en las vibraciones de los vidrios de las ventanas utilizando un rayo infrarrojo reflejado. Por esta invención Theremin la que recibió el Premio Stalin de primer grado en 1947, pero debido a la naturaleza secreta del desarrollo y que en el momento de la presentación del premio Theremin era un prisionero, el hecho no fue publicitado.